# チュニス旧市街のスーク

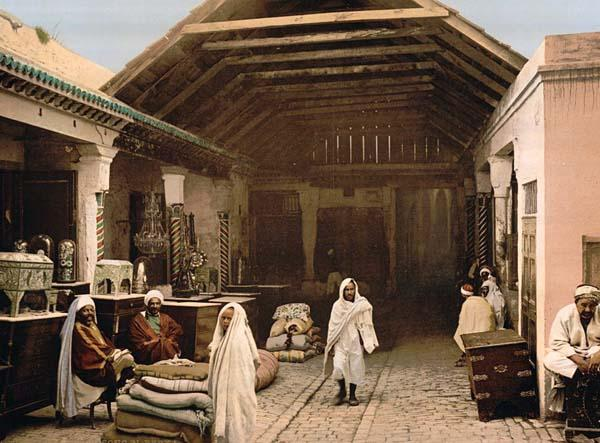
1899年のスークの様子

チュニス旧市街は、商業・工業の中枢を担っている。スークはかつて活気にあふれ、地中海地域に輸出も行っていた。最も重要な輸出製品は、豊作の年は小麦、さらにナツメヤシの実やオリーブ、はちみつ、蝋、塩漬け魚、布、絨毯、羊毛、スウェード、革製品、象牙、骨董品、黒檀アフリカンスパイス、木材、綿、香水、織物など、多岐にわたった。手工業の事業主等の店は旧市街周辺に集中した。染色業者はアルジェリア門内、鍛冶屋はバーブ・ジャディード周辺、馬具製造業はバーブ・マナーラ周辺、というようになっていた。フランス門周辺は、キリスト教徒の商人らのホテルが多く存在したが、商人らはヨーロッパ式の建築方式を踏まえ軒を連ね中庭のないスタイルで建造した。そのためスークや婚礼等の祝祭用スペースが設けられていない。
また、スークの大半が、メディナ中心に見られる礼拝所の周辺に位置し、ほぼ全てが覆われていて雨や日から守られている。もっとも有名なスークはスーク・エル・アッタリーンまたはスパイスや香水商、スーク・エル・コマーシーン、スーク・サーガ、スーク・エル・ガゼル、スーク・エル・カシャーシーンまたは雑貨商、スーク・エル・クトゥビーン、蝋燭商のスーク、スーク・エル・アラーフィーン、など多く区のスークがメディナ中に展開している。

## スーク・エル・アッタリーン

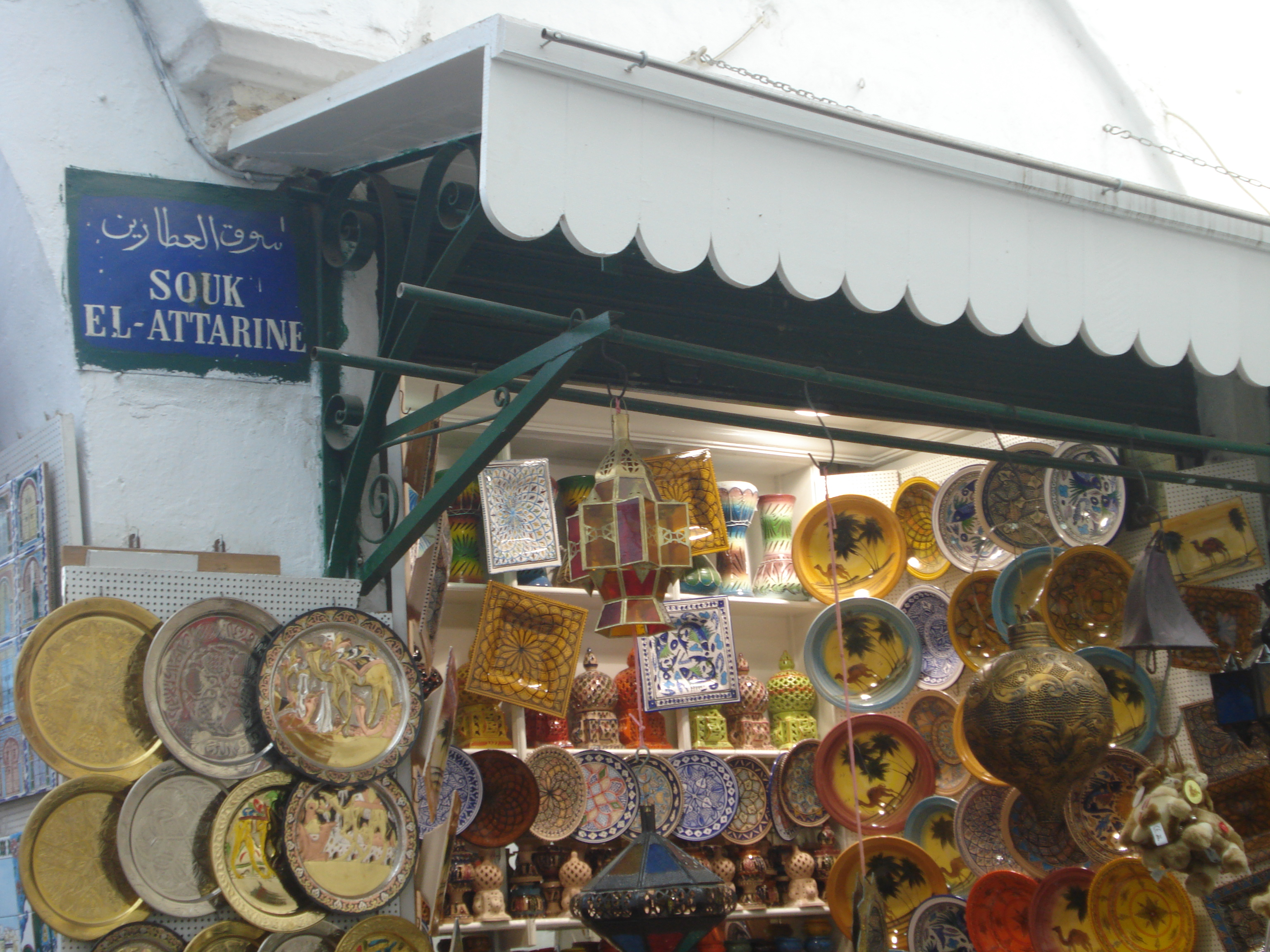
スーク・エル・アッタリーン

このスークの記録が始まったのはベルホージャの著書『ムアーリム・タウヒード』およびスライマン・ムスタファ・ズビースの『チュニス旧市街の名所』である。西暦13世紀に当たるヒジュラ暦７世紀に、ハフス朝の創設者アブー・ザカリーヤー1世によってスークの建設が完了したとされる。ムハンマド・ハシャーイシの著書『チュニジアの習慣と伝統』の記述によれば、同スークはジャスミンや薔薇の香水、竜涎香、ヘンナなどで有名だったという。北をグラーブリーヤ通り、スーク・エル・ブラーギジーヤ、シディ・ベン・アロス通りに続き、西をスーク・トゥルク、南をスーク・エル・フェッカへと続く。スーク・エル・アッタリーンはザイトゥーナ・モスクや国立図書館など歴史上重要な名所を誇っている。

## スーク・エル・ブラーギジーヤ

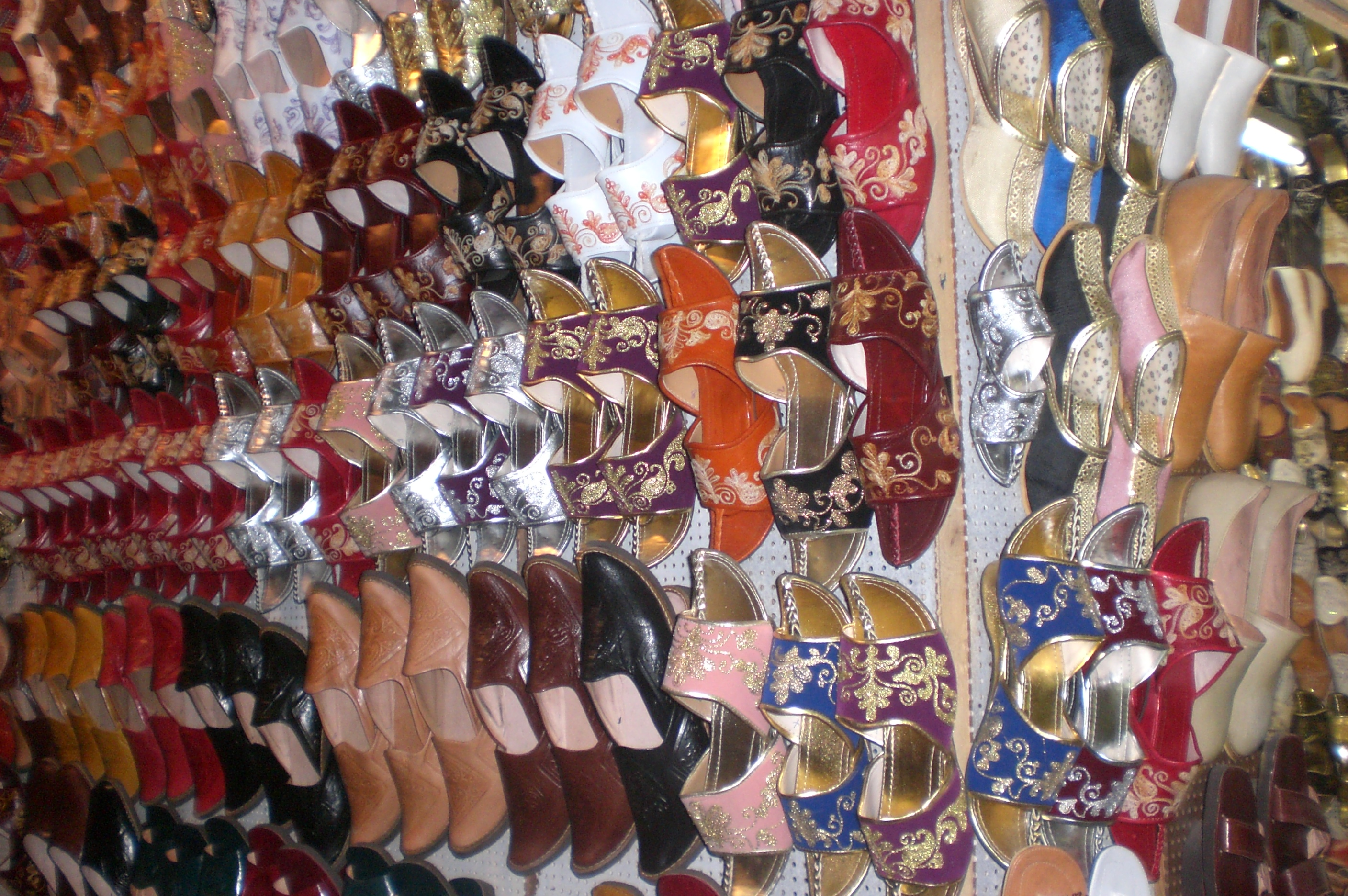
スーク・エル・ブラーギジーヤ

このスークの始まりについては諸説ある。一説では、君主フセイニ・ラシード・ベン・フセイン・ベン・アリの時代にさかのぼるとされるが、1768年アリ・バーシャー2世の時代に建設されたとの説もある。スーク・エル・アッタリーンとカスバ通りの間に位置し、建設当初からベルガやカンタラという伝統的な革靴を専門としている。現在に至るまで、この革靴が売買されているものの、基本的に現代的なものとなっている。

## スーク・エル・ベイ
このスークはカスバ通りとスーク・エル・ベルカの間に位置し、ハムーダ・バーシャ（1781年 - 1813年）の時代に建設された。政府宮殿『ダール・エル・ベイ』の周辺にある。カーペットや綿織物・絹織物の売買に特化していたが、現在は数々の店が宝飾品や貴金属を扱っている。

## スーク・エル・ベルカ
ベン・アビ・ディナールの『ムウニス』によれば、このスークはスーク・エル・ベイの延長とされ、西暦17世紀に当たるヒジュラ暦11世により認識されている。奴隷貿易に特化していたがチュニジアにおいて1846年より奴隷制が廃止された。現在は宝飾品や金・貴金属の売買が行われている。

## スーク・エル・クラーナ
西暦15世紀、スペイン・ポルトガルから追放されたイスラム教徒およびユダヤ教徒のヒジュラが始まった。特にアンダルシアの者の多くは、北アフリカのチュニジア、モロッコ、アルジェリア、そしてリビアに定住した。一部はイタリアにとどまり、そこではフェルナンド2世大公が経済・商業活動を可能にした。同公の死とともに、そのほとんどがチュニスに移動し、チュニスの小路に住んでスーク・エル・クラーナで商業活動に従事した。農業製品や動物、伝統工芸品の輸出をしていた。扱われた伝統工芸品の例としては、シャシーヤ、サハラ由来の材料、ダチョウの脂肪、象牙、衣蛾、鉱石、金などがあげられる。また、最高級品、工業製品、絹、綿、砂糖やスパイスなども扱っていた。

## スーク・エル・ジャディード
このスークはジャーミア・サーヘブ・タービア周辺に位置し、ハルファーウィンのシディ・アブドゥ・エッサラーム門へ繋がる。同スークはユースフ・サーヘブ・タービアが建設し、1812年の落成式をハムーダ・バシャが監督した。このスークには特定の商業がなく商業活動は様々で、一部はモスク、墓、学校、ハンマーム、城、道などの建造物である。

## スーク・エル・ベラート
このスークは薬草売買に特化している。スークの道は狭く、大部分は屋根で覆われている。旧市街中心にあり、ザイトゥーナ・モスクから始まって南をスーク・エル・カシャーシーンへと続いている。また、スィバーギーン通りからのアクセスも可能である。

## スーク・エル・カバーブジーヤ
このスークはスーク・エル・カバーブジーヤと名付けられているが、これはコッバ職人たちに由来する。伝統衣装の売買に特化している。スーク・エル・ベルカと平行でスーク・トゥルク、スーク・サカージーンへとそれぞれ繋がっている。このスークと周りのスークは、スーク・トゥルクの建設と同時に建てられた。建設はユースフ・ダイによるもので、紀元後17世紀ごろといわれる。

## スーク・エル・クトゥビーヤ
ハフシ時代に建てられたこのスークは、かつてスーク・エル・アッタリーンで売られていた香水抽出用の花の売買をしていたスーク・タイビーンとして知られていた。ザイトゥーナ・モスクに隣接していて本売買のスークとして活発だったため、この名が名付けられた。

## スーク・エル・コマーシュ
このスークは目抜き通りに位置していて、スイカ門、ジャズィーラ門、西をザイトゥーナモスクあたりへと続いている。ハフス朝のスルタン、アブー・ウマル・オスマーンの時代の前の15世紀ごろ、スーク・ラッマーディーン後に建設されたという説が有力である。スーク・エル・コマーシュは国産のカーペット、インドから輸入したカーペットの売買で有名だった。現在は、ザルビーヤやマルゴームと言われるカーペットなどの伝統工芸品を扱うスークである。スーク・トゥルクから見て右側の入口には、イブン・オスフォールの埋葬された聖者廟がある。

## スーク・ヌハース
このスーク建設の歴史は13世紀ハフシ朝時代に遡る。当時、同スークはスーク・スィファーリーンとして知られた。かつての唯一の専門は銅で、銅製品の製造、塗装、売買を行っていた。現在同スークは、主要商業活動に加え様々な商業活動が展開している。

## スーク・サカージーン
このスークへは、サラージン通りを通って到達することができる。サカージーンという言葉は、アラビア語のシャカーズィーン、すなわちアシュカズの製造を専門とする職人シャッカーズの複数形の転訛である。アシュカズとは鞍の皮製品の事で、15世紀から普及していた。同スークの復旧はフセイン・ベン・アリ（1705年 - 1740年）の時代に完了した。鞍や馬術用品の製造で知られたが、現在は2人を除き職人が残らず、スークの店はその他の職や商業活動ための商店へと成り代わった。

## スーク・シディ・ブ・ムンディール
チュニスの庶民的なスークの一つである。シディ・バシール広場から始まり、スペイン通りやコムスィユーン通りの終着点で、ジャズィーラ通り周辺のブラジル広場へと続く。このスークは中国や東アジアからの様々な輸入製品を専門に扱っている。

## スーク・トゥルク

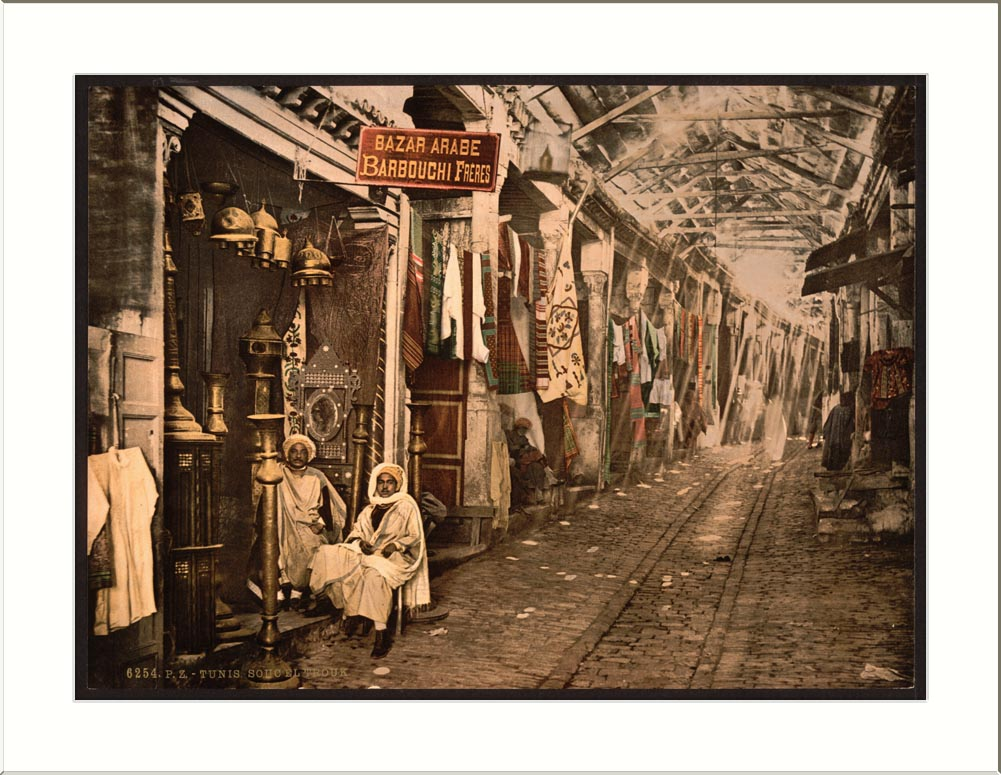
スーク・トゥルクの様子

17世紀、ユースフ・ダイがこのスークを建設した。古美術品や遺物などが売られていた。その後ジュッバやファルマラ、サドリーヤ、サルワールといった伝統衣装や、様々な伝統工芸品を専門とするようになった。シディ・ベン・アロース通りまたはスーク・エル・ベイ、スーク・エル・ベルカ、スーク・エル・カバーブジーヤ、スーク・エル・コマーシュ、スーク・エル・アッタリーンから到着可能である。

## スーク・シャワーシーン

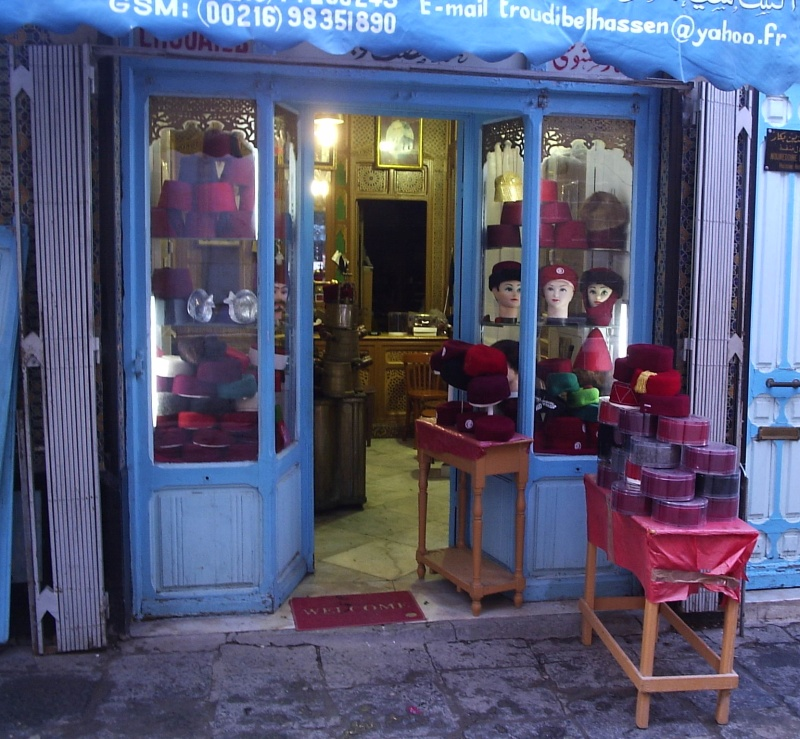
シャシーヤ屋

このスークは3つのスーク、スーク・エル・ハフシ、スーク・サギール、スーク・エル・カビールの混合からなっている。後者2つのスークはハムーダ・バシャ―・ホセイニによって建設された（1782年 - 1814年）。シャシーヤ工芸集団が主要だった。伝統的に利益の高いシャシーヤ工芸関連は、アンダルシアからの移民の流入とともにチュニジアの地にもたらされた。チュニスのメディナには独自の式典用の刻印や、機械、ルールなどがあったことから、シャシーヤ工芸やその他の工芸は同地の独占状態だった。また、同地には倫理やモラルを見張り、争いが広がらないように見張る係がいた。